# Hugo Toman
Hugo Toman (20. října 1838 Rychnov nad Kněžnou – 19. března 1898 Podhoří, dnes Praha-Troja) byl český právník, historik, novinář a znalec výtvarného umění. Zaměřil se především na husitství, nizozemské umění 15.–17. století a české státní právo.

## Život
Pocházel z rodiny městského lékaře. Absolvoval gymnázium v Rychnově nad Kněžnou a Litomyšli, vystudoval filosofickou (1856–1861) a právnickou (1862–1868) fakultu v Praze. Byl vychovatelem v rodině hraběte Karla Chotka a generála Adolfa von Lützow v Pruském Slezsku. Potom pracoval jako učitel v Brně a Olomouci, kde se také účastnil národního života (spoluzakládal olomoucký českojazyčný časopis Moravan). Jeho vlastenecká činnost vyvolala nevoli nadřízených a roku 1863 byl z učitelského místa propuštěn. Od té doby se věnoval právní praxi. Uskutečnil studijní cesty do Anglie a Skotska. Publikoval právní studie, věnoval se historickému bádání a studiu malířského umění. Shromáždil bohatou sbírku obrazů a rytin. V 70. letech byl zvolen do českého sněmu za města Rychnov nad Kněžnou a Kostelec nad Orlicí. Podílel se na založení Městského muzea pražského a rekonstrukci Anežského kláštera. Byl členem uměleckého výboru na Jubilejní zemské výstavě a o čtyři roky později válečnického oddělení na národopisné výstavě. Zemřel ve své vile na zápal plic.
Jeho synem byl právník, spisovatel a sběratel umění Prokop Toman (1872–1955). Vnuk Prokop Hugo Toman (1902–1981) se proslavil jako umělecký kritik a operní pěvec.

## Dílo
První příspěvky uveřejňoval jako gymnazista v časopise Památky archeologické. Později publikoval politické, historické a archeologické články i v jiných časopisech. Velký ohlas mělo počátkem 60. let pojednání Jakým způsobem dostala se koruna česká rodu habsburskému a o právě voliti krále, zveřejněné v časopise Posel z Prahy.
V pozdějších letech byl známý právními, politickými, historickými a umělecko-kritickými texty. Patří k nim:
- Osudy českého státního práva v letech 1620–1627 (1872, německy)
- České státní právo a vývoj rakouské státní ideje od r. 1527–1848 (1872)
- Volební vítězství ústaváků v Čechách v dubnu 1872 a jeho význam (1872, spoluautor Vilém Gabler)
- Jan van Scorel (1888, o nizozemském malíři)
- Studien über Jan van Scorel (1889, německy)

Značnou pozornost věnoval husitství, zejména osobě Jana Žižky. V časopisech uveřejnil studie:
- O rodu a příbuzenstvu Jana Žižky z Trocnova (1890, Věstník Královské české společnosti nauk)
- O Žižkovi, jeho rodišti a pozdějším rodu Žižků z Trocnova, podnes kvetoucím (1890, týž časopis)
- O bitvě u Lipan (1890, Osvěta)
- O významu příjmení Žižkova (1891, Osvěta)
- O dobrodružstvích a válečných jízdách Jana Žižky před vypuknutím bouří husitských (1891, Osvěta)
- Bojiště Žižkovo u Panského Boru (1892, Věstník Královské české společnosti nauk)
- O podobiznách a pravé podobě Jana Žižky z Trocnova (1892, Květy)
- Literární památky, duch a povaha Žižkova (1893, Věstník Královské české společnosti nauk)
- Některé zprávy o poměru Jana Žižky k Pražanům (1893, Časopis Českého musea)
- Památky Žižkova hradu Kalicha (1893, Pelclův almanach)

Nejvýznamnější Tomanova práce Husitské válečnictví doby Žižkovy a Prokopovy, byla v únoru 1898 poctěná jubilejní cenou Královské české společnosti nauk; publikovaná byla posmrtně.